# Racing 92

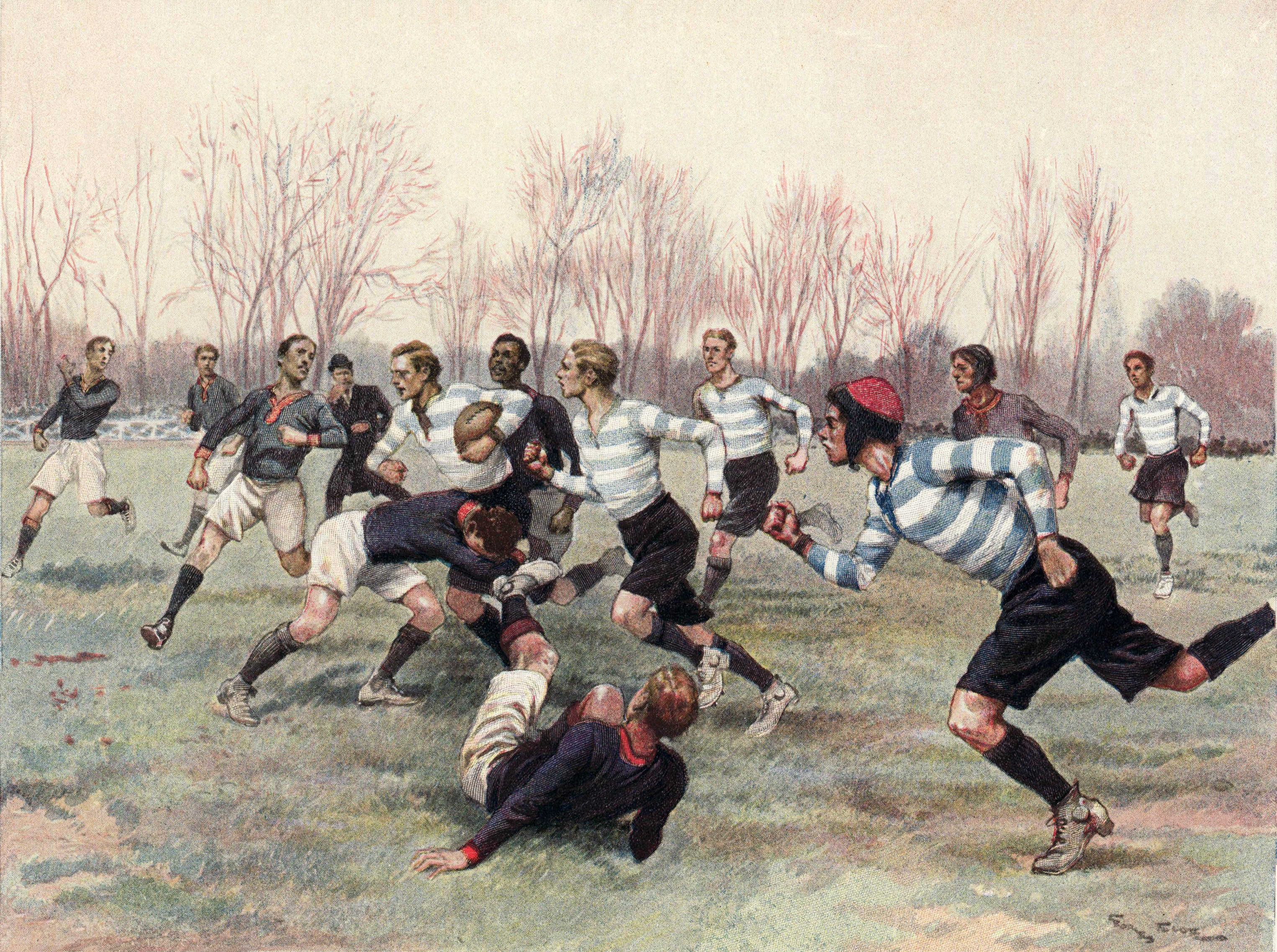
Stade Français–Racing 92, 1892.

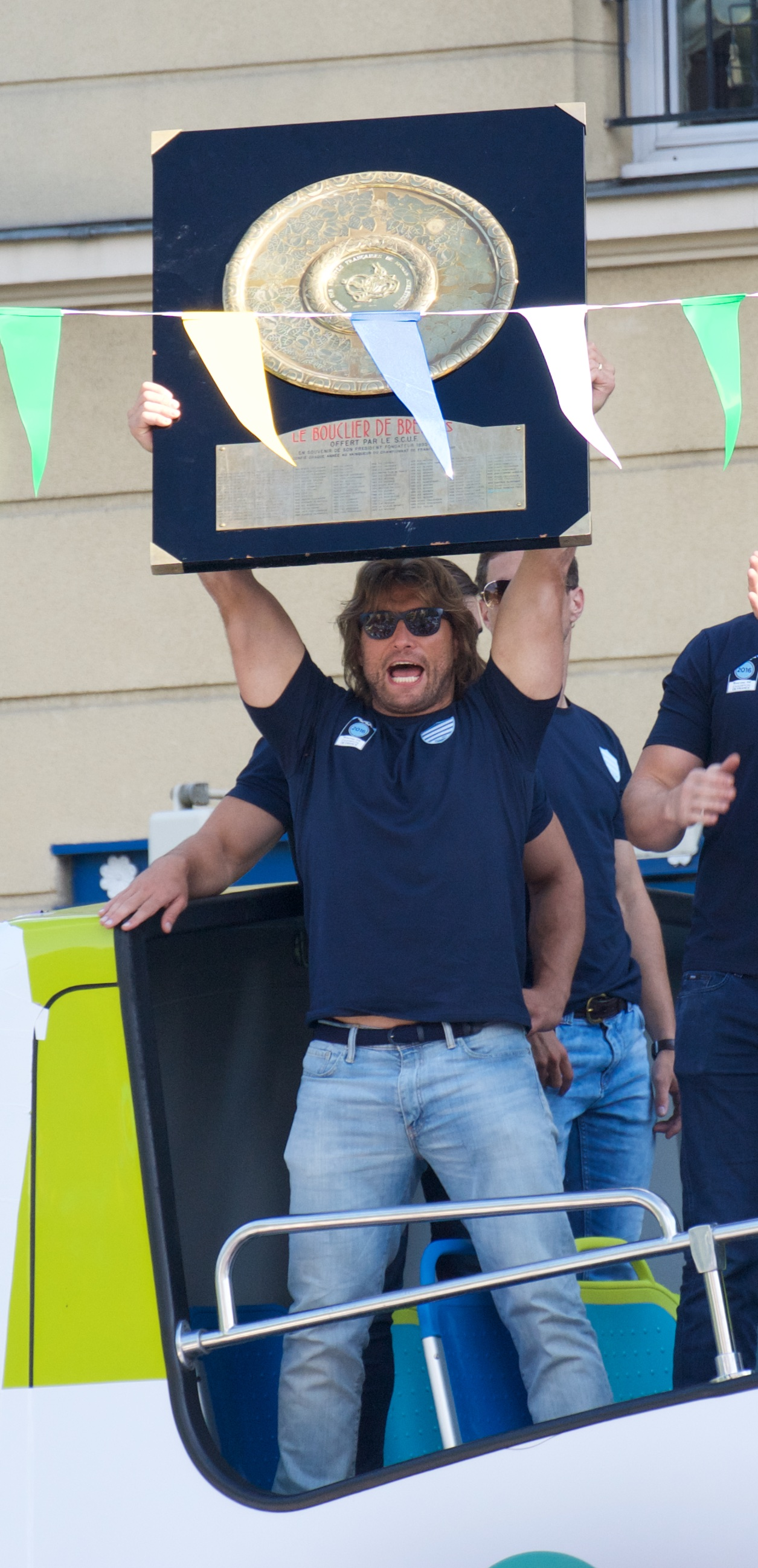
Dimitri Szarzewski levanta el título de 2016.

El Racing 92 es un equipo francés profesional de rugby con sede en el departamento de los Altos del Sena y que disputa el Top 14, la máxima competición de aquella nación.

## Historia
Desde 2001 hasta el 2015 la sección profesional de rugby del Racing Club de France estuvo fusionada con la US Métro. El club ha sido 6 veces campeón de Francia.
El presidente del club es Jacky Lorenzetti, propietario del Grupo Ovalto. La sede del club es el Stade Olympique Yves-du-Manoir en Colombes, sede de los Juegos Olímpicos de 1924. A partir del 22 de diciembre de 2017 el nuevo estadio del Racing será el Paris La Défense Arena un recinto multiusos situado en la ciudad de Nanterre, cerca del barrio parisino de La Défense con una capacidad entre 32 000 y 40 000  espectadores, dependiendo del deporte y/o espectáculo.

## Rivalidades
El gran partido de la capital es el enfrentamiento del Ciel et Blanc contra Stade Français Paris. Dicha rivalidad se remonta al primer campeonato en 1892, cuando ambos disputaron la final y el título lo ganó Racing.
El 13 de marzo de 2017, los presidentes del Racing, Jacky Lorenzetti y del Stade Français Thomas Savare dieron a conocer que a partir de la temporada 2017/2018 los dos últimos campeones del Top 14 conformarían un único club siendo el resultado de la fusión entre ambos clubes 
Esta fusión fue desmentida días más tarde, el 19 de marzo, por el propio presidente del club, Jacky Lorenzetti.

## Jugadores destacados
- Franceses: François Moncla (1950–1959), Michel Crauste (1954–1959), Jean-François Gourdon (1973–1976), Jean-Pierre Rives (1981–1986), Jean-Baptiste Lafond (1981–1992), Franck Mesnel (1985–2000), Laurent Cabannes (1986–1996) y Sébastien Chabal (2009–2012).
- Andrew Mehrtens (2008–2010): sexto máximo anotador en test matches de la historia.
- François Steyn (2009–2012).
- Juan Martín Hernández (2010–2014).
- Juan Imhoff (2011-2024).
- Dan Carter (2015-2017).
- Patricio Albacete (2017-2018).

## Palmarés

### Torneos internacionales
- Subcampeón Copa de Campeones Europeos de Rugby (3): 2015-16, 2017-18, 2019-20

### Torneos nacionales
- Top 14 (6): 1891-92, 1899-00, 1901-02, 1958-59, 1989-90, 2015-16
- Pro D2 (1): 2008-09
- Segunda División (2): 1925-26, 1997-98
- Coupe de l'Esperance (1): 1917-18
- Subcampeón Top 14 (7): 1892-93, 1897-98, 1911-12, 1919-20, 1949-50, 1956-57, 1986-87